# Carangres
Carangres (spanisch Carangas) eine von neun Parroquias in der Gemeinde Ponga (Asturien) der autonomen Region Asturien in Spanien.
 Die elf Einwohner (2011) leben in zwei Dörfern nahe dem Naturpark Ponga. 

## Sehenswertes
- Naturpark Ponga
- Kirche San Esteban

## Dörfer und Weiler der Parroquia
- Carangres: zehn Einwohner 2011  43° 13′ 30″ N, 5° 11′ 29″ W
- Sotos: ein Einwohner 2011